# Free the Nipple
Free the Nipple (em português: Liberte o mamilo) é um filme independente de comédia dramática estadunidense de 2014 dirigido por Lina Esco e escrito por Hunter Richards. Lina Esco começou a campanha "Free the Nipple" depois do fato de que foi quase impossível lançar o filme. A campanha aborda tabus sociais sobre a exposição pública das mamas femininas; Esco criou este filme para chamar a atenção do público para a questão da igualdade de gênero e incentivar a discussão sobre a glorificação da violência e a repressão da sexualidade nos EUA. A campanha "Free the Nipple" apoia a igualdade do corpo feminino e a capacitação através da ação social, enquanto trabalha para derrotar a opressão do corpo feminino e as leis de censura arcaica. O filme é estrelado por Casey LaBow, Monique Coleman, Zach Grenier, Lina Esco, Griffin Newman e Lola Kirke. Durante a pós-produção em fevereiro de 2014, o filme foi escolhido para distribuição pela WTFilms, baseada em Paris.

## Sinopse
Liderados por Liv (Lola Kirke), um exército de mulheres apaixonadas lançaram uma revolução para "libertarem o mamilo" e descriminalizarem o topless feminino. Baseado em fatos reais, um movimento em massa de mulheres de topless, apoiado por advogados da Primeira Emenda, instalações de grafite e truques publicitários nacionais, invadem Nova Iorque para protestar contra as hipocrisias da censura e para promover a igualdade de gênero legalmente e culturalmente nos EUA.

## Elenco
- Casey LaBow como Cali
- Monique Coleman como Roz
- Zach Grenier como Jim Black
- Lina Esco como With
- Lola Kirke como Liv
- Michael Panes como Lawyer
- John Keating como Kilo
- Griffin Newman como Orson
- Leah Kilpatrick como Elle
- Jen Ponton como Charlie
- Liz Chuday como Blogger Liz
- Leah Kilpatrick como Elle
- Sarabeth Stroller como Pippy

## Apoio
Miley Cyrus, que havia trabalhado com Esco em LOL, se ofereceu para apoiar o filme e para apoiar o direito da mulher de mostrar o mamilo em público. Além de Cyrus, também apoiam Lina Esco e o filme Rumer Willis, Nico Tortorella, Lydia Hearst, Giles Matthey, Cara Delevingne e Russell Simmons.

## Lançamento
O filme foi escolhido pela IFC Films, e foi anunciado em 29 de setembro de 2014 que a Sundance Selects escolheu o filme para lançamento na América do Norte.